# 147918 Chiayi
147918 Chiayi este o planetă minoră (asteroid) din centura de asteroizi. A fost descoperită pe 25 octombrie 2006 la Lulin Observatory⁠(d) de Ye Quanzhi⁠(d) și a fost numită după 嘉義縣⁠(d). 
Obiectul prezintă o orbită caracterizată de o semiaxă mare de 2,3583102770712 UAi, o excentricitate de 0,2, o înclinație de 4,6 ° în raport cu ecliptica.